# 小行星9483
小行星9483（9483 Chagas）是一颗绕太阳运转的小行星，为主小行星带小行星。该小行星于1960年9月24日发现。

## 轨道参数
小行星9483的轨道半长轴为3.0988682 UA，离心率为0.177。